# TAI T625 Gökbey
TAI T625 Gökbey – prototypowy turecki śmigłowiec wielozadaniowy przeznaczony na rynek cywilny oraz wojskowy. Maszyna jest pierwszą tego typu konstrukcją, samodzielnie, od podstaw budowaną siłami rodzimego przemysłu.

## Historia

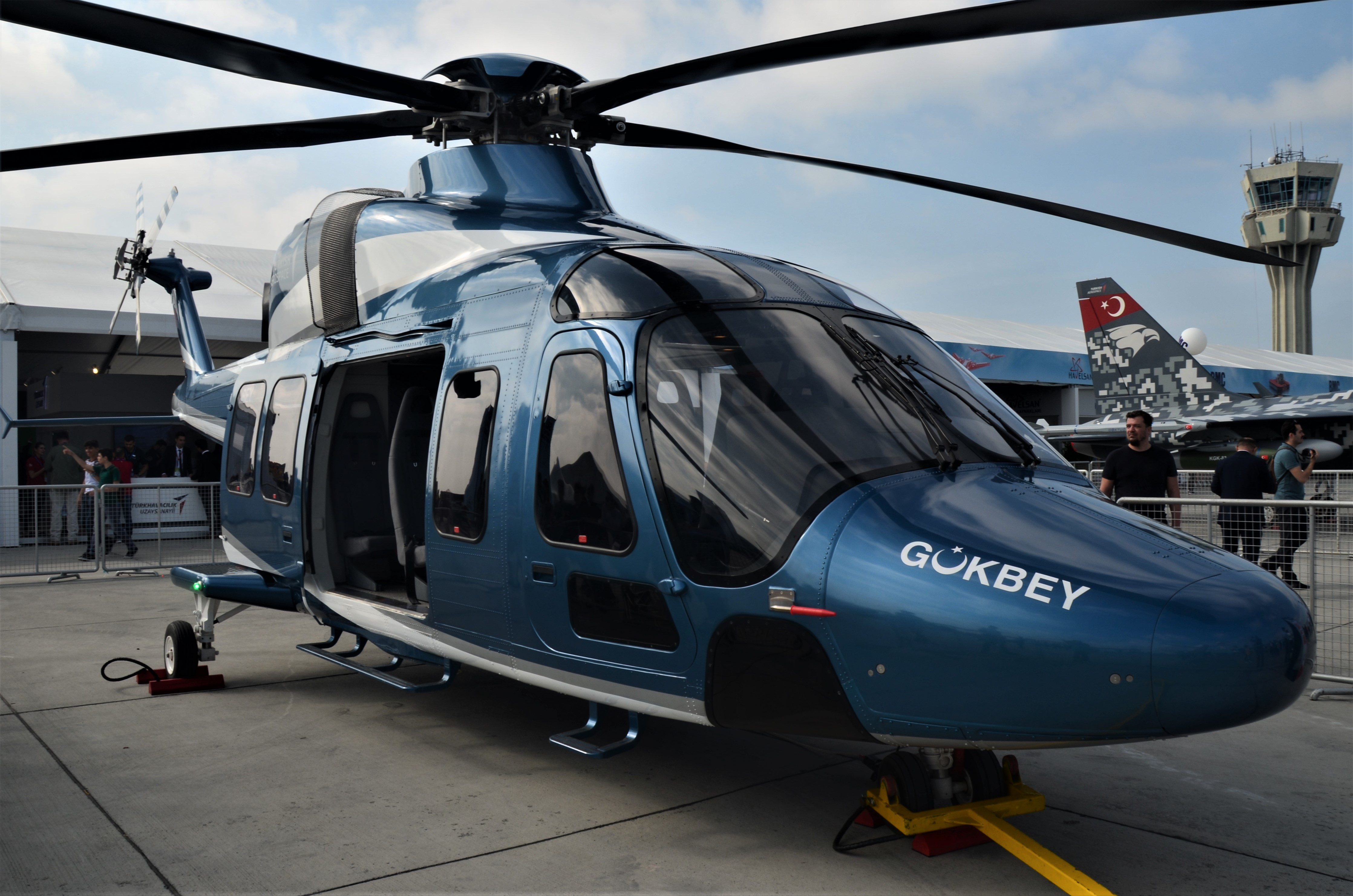
TAI T625 zaprezentowany w 2019 roku

Śmigłowiec powstaje w ramach programu Turkish Light Utility Helicopter rozpoczętego w 2010 roku i oficjalnie ogłoszonego rok później. Projekt, który wstępnie otrzymał oznaczenie Özgün Helikopter Programı (Oryginalny Program Śmigłowcowy), przewidywał budowę wielozadaniowego śmigłowca o masie 6000 kg. Oficjalna decyzja o rozpoczęciu programu budowy zapadła na posiedzeniu Komitetu Wykonawczego Agencji Przemysłu Obronnego 15 czerwca 2010 roku. 3 stycznia 2013 roku uchwalono budżet i harmonogram projektu. Kontrakt na budowę dwóch maszyn prototypowych pomiędzy ówczesnym Podsekretariatem ds. Przemysłu Obronnego i Turkish Aerospace Industries (TAI) został oficjalnie podpisany w czerwcu 2013 roku. TAI wykorzystuje swoje doświadczenia zdobyte podczas seryjnej produkcji licencyjnej śmigłowca szturmowego TAI/AgustaWestland T129 ATAK. Z tej maszyny pochodzą również używane do budowy prototypu systemy awioniki, podwozie i zespół napędowy wraz z silnikami. Docelowo TAI planuje zastąpić jednostki LHTEC CTS800-4A silnikami tureckiej produkcji TEI TS1400 o mocy startowej 1400 i awaryjnej 1660 KM, opracowanymi i zbudowanymi na miejscu w Turcji. Silniki LHTEC CTS800-4A produkowane są przez spółkę joint venture, amerykańskiego Honeywell i brytyjskiego Rolls-Royce Holdings. Daje to zatem prawo rządom obydwu krajów do wyrażania zgody lub nie na eksport jednostek do krajów trzecich. Skorzystała z takiej możliwości administracja amerykańska, blokując kontrakt na zakup śmigłowców T129 ATAC wyposażonych w te silniki do Pakistanu i zakłócając dostawy tych samych maszyn dla Filipin. Będące owocem rodzimej myśli technicznej silniki TS1400, których projektowanie rozpoczęło się oficjalnie 8 marca 2017 roku, mają uchronić producenta od woli amerykańskich lub brytyjskich decydentów. Silnik powstaje w ramach Programu Rozwoju Silnika Turbowałowego. Prototypowy silnik TS1400 został po raz pierwszy uruchomiony na hamowni 22 października 2020 roku.
Maszyna ma być zdolna do przewozu dwunastu pasażerów. Przewidywana jest wersja cywilna oraz wojskowa. Wojskowa wersja ma zastąpić używane w tureckich siłach zbrojnych śmigłowce Bell UH-1 Iroquois, Bell 204/205. Oblot pierwszego z prototypów odbył się 6 września 2018 roku na lotnisku pod Ankarą. Prototyp, w odróżnieniu od wersji seryjnej, napędzany był pochodzącymi ze śmigłowca T129 ATAC silnikami CTS800-4A. Wyposażona już w docelowe jednostki TS1400 maszyna, po raz pierwszy wzbiła się w powietrze 22 kwietnia 2023 roku.

## Wersje
Producent obok wersji pasażerskiej przewiduje budowę wersji VIP dla czterech lub pięciu pasażerów, wersji szkolnej, poszukiwawczo-ratowniczej, ewakuacji medycznej, wariantu przeznaczonego do obsługi sektora offshore, tym samym śmigłowców wyposażonych w specjalistyczne wyposażenie, pływaki, wzmocnioną ochronę antykorozyjną.

## Konstrukcja
Maszyna wyposażona jest w awionikę tureckiej firmy Aselsan, w jej skład wchodzą cztery duże wyświetlacze wielofunkcyjne będące elementem "szklanego kokpitu", jaki ma do dyspozycji załoga śmigłowca. Główna przekładnia ma być zdolna do pracy przez 30 minuty po utracie smarowania. Elastomerowe łożyska, w które wyposażono głowice wirnika głównego i ogonowego, są jednym z elementów mających zredukować wibrację i wyciszyć śmigłowiec. Konstrukcja ma być zdolna do lotu w każdych warunkach atmosferycznych w ciągu całej doby.

## Służba
Podstawowym użytkownikiem maszyny mają zostać tureckie siły zbrojne, turecka żandarmeria i policja. Producent przewiduje powstanie wersji morskiej, wyposażonej w składane łopaty wirnika głównego. Maszyna miałaby stacjonować na pokładzie tureckiego uniwersalnego okrętu desantowego–lotniskowca TCG „Anadolu”. Wśród potencjalnych cywilnych odbiorców wymienia się kraje Bliskiego Wschodu, Zatoki Perskiej i Malezję, tym bardziej, iż w 2022 roku poinformowano o możliwości uruchomienia linii montażu końcowego T625 w tym kraju.